# Robbie Amell
Pour l’article homonyme, voir Amell.
Robert Patrick Amell, dit Robbie Amell, est un acteur et mannequin canado-américain, né le 21 avril 1988 à Toronto.
Il est surtout connu pour son rôle de Jimmy Madigan dans la sitcom True Jackson de 2008 à 2011, de Stephen Jameson dans la série de science-fiction The Tomorrow People de 2013 à 2014, de Ronnie Raymond/Firestorm  dans la série dramatique et fantastique The Flash depuis 2014 et de Wesley Rush dans le film Duff sortie en 2015. Il a également joué Fred Jones dans les films Scooby-Doo : Le mystère commence en 2009 et Scooby-Doo et le Monstre du lac en 2010.

## Biographie

### Enfance
Né à Toronto, en Ontario, au Canada, Robert Patrick Amell grandit là-bas avec ses parents, Jennifer et Christopher Amell, et sa sœur Jamie. Il est le cousin de l'acteur canadien Stephen Amell.
À l'âge de six ans, il commence à tourner dans des publicités et à faire du mannequinat aux côtés de sa sœur Jamie. Par la suite, dès ses seize ans, il a joue dans des pièces de théâtre scolaires, telles que : Louis and Dave and Fionia, Picasso at the Lapin Agile et L'Importance d'être Constant. Il prend alors des cours à l'école Canadian Studios Acting Academy. En 2006, à l'âge de dix-huit ans, il sort diplômé du lycée Lawrence Park Collegiate Institute de Toronto.

### Carrière
Robbie Amell commence carrière en 2005, à l'âge de 17 ans, avec un rôle dans le film américain Treize à la douzaine 2. Il joue ensuite dans le film d'horreur Left for Dead en 2007. Il est par la suite dans la sitcom canadienne Derek pendant deux ans. En 2008, il a un rôle secondaire dans le téléfilm Mon père, cet espion aux côtés d'Ashley Tisdale et Shenae Grimes-Beech. Cette même année, il commence à jouer un rôle récurrent dans la sitcom américaine True Jackson, jusqu'en 2011.
Grâce à sa ressemblance avec l'acteur américain Brant Daugherty, il incarne Eric Kahn, le frère de Noel Kahn dans un épisode de la troisième saison de la série dramatique américaine Pretty Little Liars. En 2009 et 2010, il interprète Fred Jones dans le film Scooby-Doo : Le mystère commence aux côtés de Kate Melton (Daphné Blake), Hayley Kiyoko (Vera Dinkley) et Nick Palatas (Sammy Rogers). Le film ayant rencontré un certain succès, une suite est alors produite. Les deux films Scooby-Doo font partie de ses films les plus rentables et lui permettent de connaître une certaine notoriété et de propulser sa carrière.
En 2013, il a son premier grand rôle, celui de Stephen Jameson dans la série de science-fiction, The Tomorrow People, un remake d'une série britannique qui porte le même nom. L'épisode pilote rassemble 2,32 millions de téléspectateurs sur la chaîne américaine The CW le 9 octobre 2013. Cependant, en mai 2014, la chaîne décide de ne pas renouveler la série pour une deuxième saison. Le dernier épisode est diffusé le 4 mai 2014.

En juillet 2014, il obtient l'un des rôles principaux de la nouvelle série dramatique et fantastique The Flash, diffusée sur la chaîne The CW depuis le 7 octobre 2014. Le 20 février 2015, il est à l'affiche de la comédie américaine DUFF : Le faire-valoir, aux côtés de Bella Thorne et Mae Whitman.

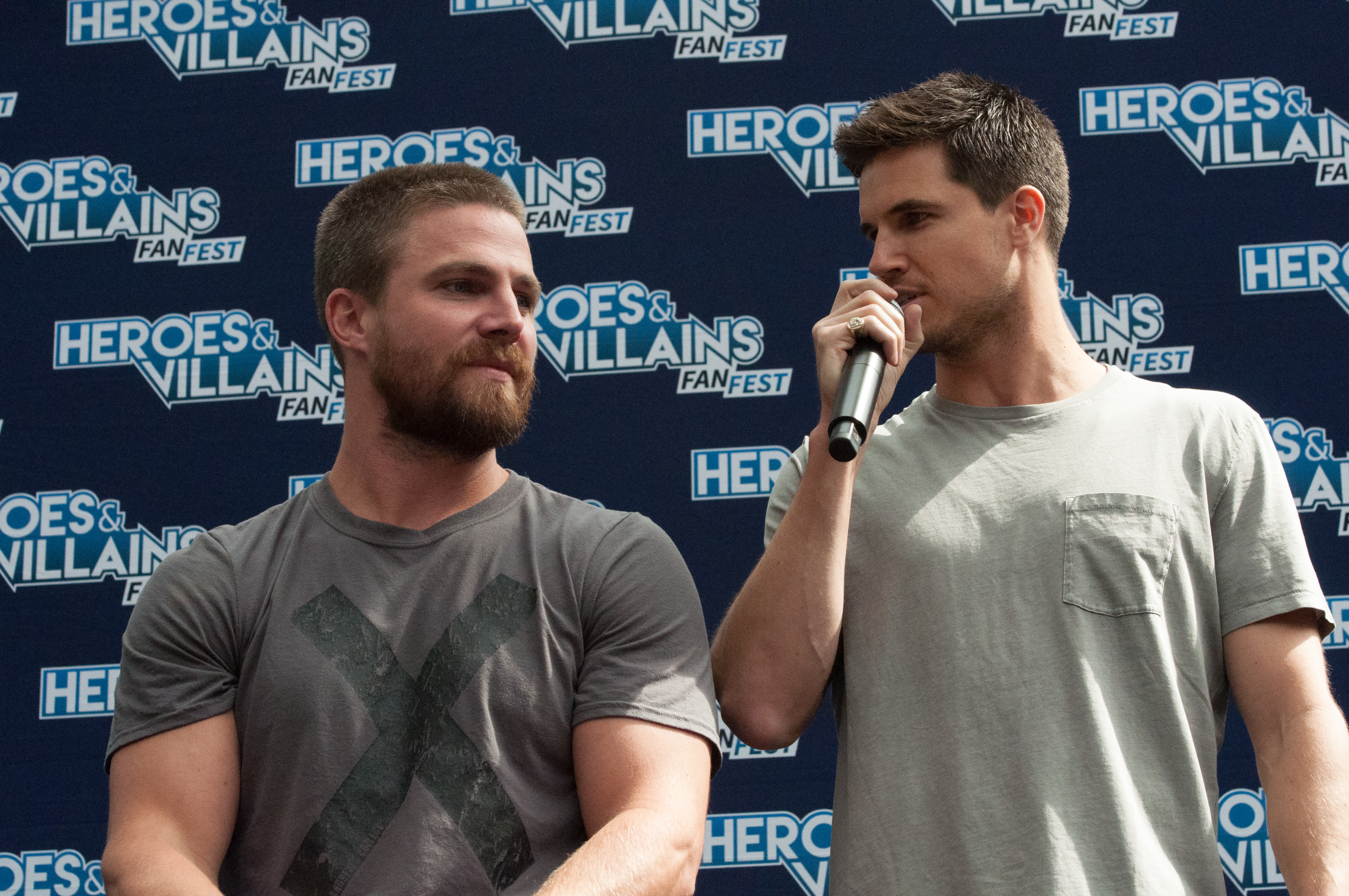
Stephen Amell et Robbie Amell en 2017.

En 2016, il joue dans le thriller post-apocalyptique ARQ écrit et réalisé par Tony Elliott, publié par Netflix aux côtés de Rachael Taylor et Shaun Benson.
Le 22 mars 2016, Robbie et son cousin Stephen Amell ont créé un court-métrage de 10 minutes Code 8 en guise de teaser pour un long métrage, également intitulé Code 8, un thriller de science-fiction canadien coproduit et réalisé par Jeff Chan. En diffusant le court métrage, Robbie et Stephen ont simultanément lancé une campagne Indiegogo afin de financer le long métrage, qui a permis de collecter plus de 3 millions de dollars. Il a également joué et a produit le film avec Stephen Amell, co-vedette et aussi producteur exécutif. Le film est sorti le 13 décembre 2019 au Canada et le 14 janvier 2020 en France sur Netflix.
En 2020, il tient le rôle principal de Nathan Brown aux côtés d'Andy Allo et Allegra Edwards dans la série de science-fiction, Upload créée par Greg Daniels. La série a été mise en ligne le 1er mai 2020 sur Amazon Prime Video.

### Vie personnelle
Robbie Amell est le cousin de l'acteur Stephen Amell.
Depuis juillet 2008, Robbie Amell est le compagnon de l'actrice canadienne Italia Ricci,. Le 20 août 2014, ils ont annoncé leurs fiançailles sur Instagram. Ils se sont mariés le 15 octobre 2016, à Vibiana (Los Angeles). Ensemble, ils ont un fils, prénommé Robert Amell V (né le 12 septembre 2019). Il obtient, avec sa femme, la double nationalité américano-canadienne en 2020.

## Filmographie

### Longs métrages

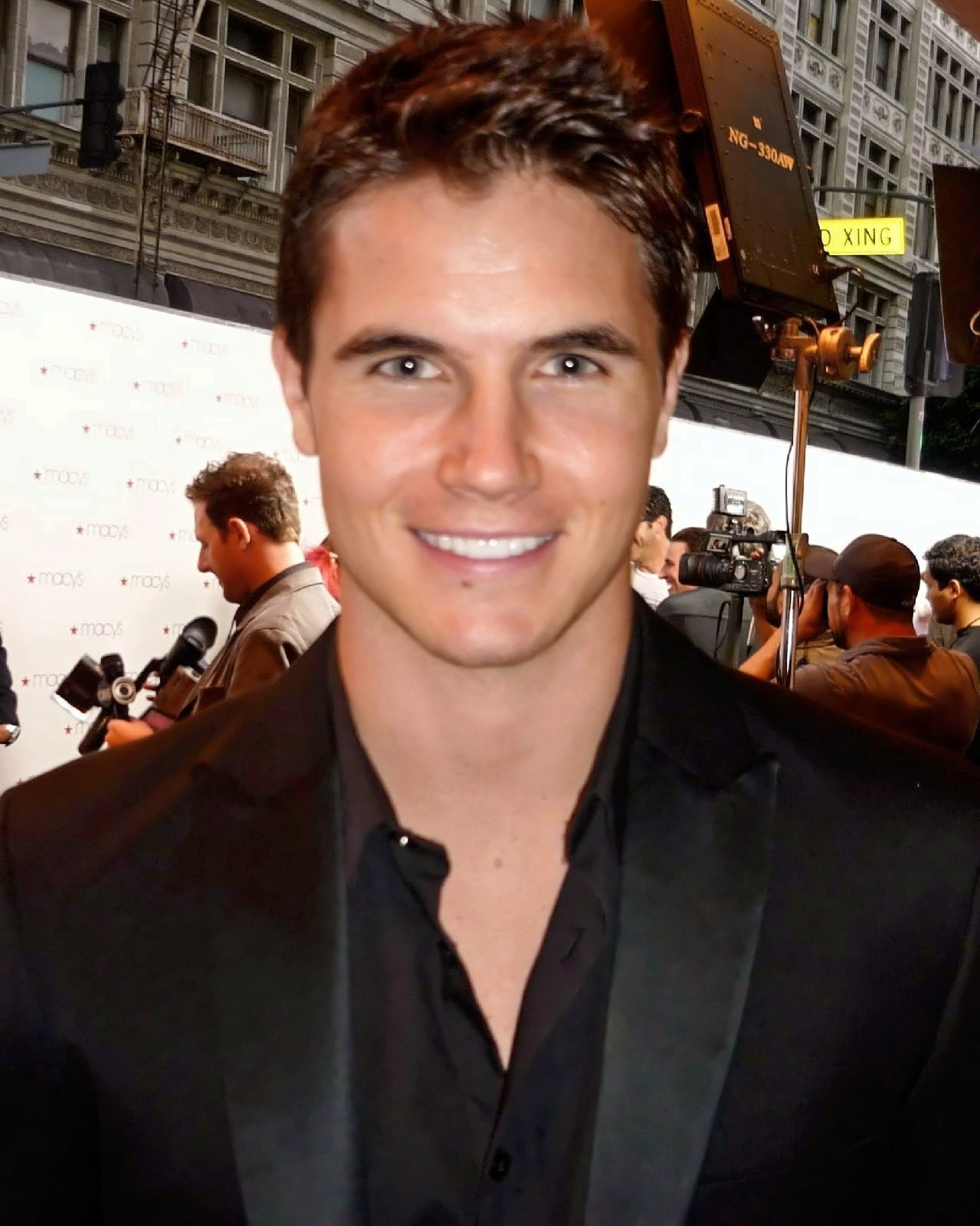
Robbie Amell en 2010.

- 2005 : Treize à la douzaine 2 d'Adam Shankman : Daniel Murtaugh
- 2007 : Left for Dead de Christopher Harrison : Blair Davidson
- 2007 : American Pie Présente : Campus en folie d'Andrew Waller : Nick Anderson
- 2013 : L'Ordre des gardiens de Nisha Ganatra : Paxton Flynn
- 2013 : Struck de Brian Dannelly : Justin Walker
- 2013 : Anatomy of the Tide de Joel Strunk : Brad McManus
- 2015 : DUFF : Le faire-valoir d'Ari Sandel : Wesley Rush
- 2015 : Max de Boaz Yakin : Kyle Wincott
- 2016 : Ma vie de chat de Barry Sonnenfeld : David Brand
- 2016 : ARQ de Tony Elliott : Renton (Netflix)
- 2017 : The Babysitter de McG : Max
- 2018 : When We First Met d'Ari Sandel : Ethan (Netflix)
- 2019 : Code 8 de Jeff Chan : Conner Reed (également producteur)
- 2020 : Desperados de LP : Jared
- 2020 : The Babysitter: Killer Queen de McG : Max
- 2021 : Eat Wheaties! de Scott Abramovitch : Brandon
- 2021 : Resident Evil : Bienvenue à Raccoon City (Resident Evil: Welcome to Raccoon City) de Johannes Roberts : Chris Redfield
- 2023 : Simulant de April Mullen : Evan
- 2023 : EXmas de Jonah Feingold : Graham Stroop
- 2024 : Code 8 : Partie II (Code 8: Part II) de Jeff Chan : Conner Reed (également producteur)
- 2024 : Float (Flotter) de Sherren Lee : Blake

### Courts métrages
- 2014 : Criminal de[Qui ?] : Dino
- 2015 : Superhero Fight Club : Ronnie Raymond / Firestorm
- 2016 : Code 8 de Jeff Chan : Taylor Reed

### Téléfilms
- 2008 : Picture This de Stephen Herek : Drew Pattrinson
- 2009 : Scooby-Doo : Le mystère commence de Brian Levant : Fred Jones
- 2010 : Scooby-Doo et le Monstre du lac de Brian Levant : Fred Jones
- 2012 : Hornet's Nets de[Qui ?] : Andy Brazil

### Séries télévisées
- 2006 : Runaway : Stephen (saison 1, épisode 2)
- 2006-2008 : Derek : Max Miller (17 épisodes)
- 2008 : Les Enquêtes de Murdoch : Wallace Driscoll (saison 1, épisode 8)
- 2008 : True Jackson : Jimmy Madigan (40 épisodes)
- 2010 : Les Aventuriers de Smithson High : Michael O'Malley (saison 1, épisode 1 et 2)
- 2010 : Destroy Build Destroy (en) : Lui-même (saison 3, épisode 2)
- 2010 : Yu-Gi-Oh! 5D's : Lyndon (saison 2, épisode 21 - Voix)
- 2011 : How I Met Your Mother : Scooby (saison 6, épisodes 18 et 20)
- 2011 : Brothers & Sisters : William Walker, plus jeune (saison 5, épisode 21)
- 2011 : Les Experts : Manhattan : Riley Frazier (saison 8, épisode 5)
- 2011 : Revenge : Adam Connor (saison 1, épisodes 2, 3, 18 et 19)
- 2012 : Alcatraz : Ray Archer, plus jeune (saison 1, épisodes 5, 8 et 13)
- 2012 : Pretty Little Liars : Eric Kahn (saison 3, épisode 9)
- 2012 : Hawaii 5-0 : Billy Keats (saison 3, épisode 4)
- 2013 : Hot in Cleveland : Lloyd (saison 4, épisode 9)
- 2013 : 1600 Penn : D.B (7 épisodes)
- 2013 : Zach Stone Is Gonna Be Famous : Nick (saison 1, épisodes 3 à 10)
- 2013-2014 : The Tomorrow People : Stephen Jameson (rôle principal, 22 épisodes)
- 2014 : Whose Line Is It Anyway? : Lui-même (1 épisode)
- 2014-2015 et 2022 : Flash : Ronnie Raymond / Firestorm (rôle secondaire, 13 épisodes)
- 2015 : Modern Family : Chase (saison 6, épisode 17)
- 2015 : Chasing Life : Ecstasy Guy (saison 2, épisode 9)
- 2016-2018 : X-Files : Agent Miller (rôle récurrent, 3 épisodes)
- 2018-2019 : Les Désastreuses Aventures des orphelins Baudelaire : Kevin (saison 2, épisodes 9 et 10 ; saison 3, épisode 1)
- depuis 2020 : Upload : Nathan Brown (rôle principal)
- 2023 : The Witcher (série télévisée) : Gallatin (saison 3, épisodes 1, 2 et 3)

## Distinctions
Sauf indication contraire, les informations mentionnées dans cette section peuvent être confirmées par la base de données cinématographiques IMDb,  présente dans la section « Liens externes ».
| Année | Prix                                 | Catégorie                        | Nomination             | Résultat   |
| ----- | ------------------------------------ | -------------------------------- | ---------------------- | ---------- |
| 2015  | 17e cérémonie des Teen Choice Awards | Meilleur acteur dans une comédie | DUFF : Le faire-valoir | Nomination |
| 2015  | 17e cérémonie des Teen Choice Awards | Meilleur Baiser avec Mae Whitman | DUFF : Le faire-valoir | Nomination |